# Provincia di Maniema
La provincia di Maniema, (francese: province du Maniema) è una delle 26 province della Repubblica Democratica del Congo. Il suo capoluogo è la città di Kindu.
La provincia si trova nel Congo centrale.
Nel precedente ordinamento amministrativo del Congo (in vigore fino al 2015) esisteva una Provincia di Maniema che aveva lo stesso nome e lo stesso capoluogo di quella attuale, ma una superficie inferiore di quella che comprende l'attuale provincia.

## Geografia antropica

### Suddivisioni amministrative
La provincia di Maniema è suddivisa nelle città di Kindu (capoluogo), ed in 7 territori:
- territorio di Kabambare, capoluogo: Kabambare;
- territorio di Kailo, capoluogo: Kailo;
- territorio di Kasongo, capoluogo: Kasongo;
- territorio di Kibombo, capoluogo: Kibombo;
- territorio di Lubutu, capoluogo: Lubutu;
- territorio di Pangi, capoluogo: Pangi;
- territorio di Punia, capoluogo: Punia.